# Mário Pacheco
Armindo Mário Rates Pacheco ComIH (9 de abril de 1953) é um guitarrista e compositor português.

## Biografia
A guitarra e a composição musical de Mário Pacheco segura e envolvente não é um acaso. Reflecte dedicação, empenho e carinho especial pela arte musical e em particular pelo fado, alicerçados numa tradição familiar.
Filho do guitarrista António Pacheco que acompanhou alguns dos maiores fadistas, cedo Mário Pacheco vai desvendando mistérios do trinar da guitarra e dos caminhos melódicos da composição fadista. Esta aprendizagem nata será intensificada e ampliada no estudo do solfejo e da guitarra clássica na Academia de Música de Lisboa. Todavia, é a guitarra portuguesa que o prende, o instrumento que, como afirma, “mais expressivamente define o fado”. Estuda afincadamente os grandes guitarristas: Armandinho, Carlos Paredes e Fontes Rocha.
Estão lançadas as bases que lhe permitem ir construindo o seu estilo próprio quer como executante, acompanhando grandes vozes como Amália Rodrigues, Alfredo Marceneiro, Hermínia Silva, Max, Hermínia Silva, Tristão da Silva, Ada de Castro, António Mourão, Tonicha, Vasco Rafael, Lenita Gentil, Maria da Fé, Cidália Moreira, Maria Valejo, Fernando Maurício, Beatriz da Conceição, Alcindo de Carvalho, Maria Armanda, Vicente da Câmara, José da Câmara, António Pinto Basto, Nuno da Câmara Pereira, Paulo de Carvalho, Misia, Mariza e Carlos do Carmo. 
Com o embalo musical que tinha foi inevitável que surgisse essa vontade e a inspiração para compor no entendimento pleno das formas e harmonias fadistas.
Carlos Zel, Paulo de Carvalho, Ana Sofia Varela, Rodrigo Costa Félix, Mísia, Joana Amendoeira, Camané, Mariza, Amália Rodrigues, Jorge Fernando, Paulo Bragança, Sandra Correia, Misia, Carminho, Cuca Roseta, e Carlos do Carmo cantam melodias suas.
Gravou com: Ada de Castro, Carlos Zel, Vasco Rafael, Fernando Mauricio, Jorge Fernando, Lenita Gentil, Nuno da Câmara Pereira, Ana Sofia Varela, Paulo Bragança, António Pinto Bastos, José da Câmara, Paulo de Carvalho, Rodrigo Costa Félix, Sandra Correia, Misia, Cuca Roseta, Carminho, Mariza e Amália.
Produções:
- Mário Pacheco - A Música e a Guitarra [2]
- José da Câmara - Noitadas [3]
- Paulo Bragança - O Mistério do Fado
- Rodrigo Costa Félix -  Fados d’Alma [4]
- Maura Aires - 21Maura [5]

Participação no filme Fados de Carlos Saura 
Em 1992 é editado o seu primeiro álbum, “Um outro olhar” que procura traduzir como a música de Mário Pacheco reflecte uma outra visão da nostalgia e de como a saudade e a tristeza se cruzam, harmoniosamente, abrindo-se a outras linguagens musicais, pois também o fado é reflexo e súmula de várias outras melopeias.
A este álbum que marcou a história musical portuguesa seguiram-se “Guitarras do fado”, “Cantar Amália” e “Guitarra portuguesa”.
Mário Pacheco tinha entretanto encontrado na histórica Alfama, junto à Sé de Lisboa, um local onde cria um espaço de referência do fado e também de criação artística. Chama-lhe "Clube de Fado". Na realidade é um clube enquanto espaço de convívio, de tertúlia e troca de ideias em ambiente fadista. Este espaço onde o fado acontece todas a noites faz jus à tradição. É aí que Mário Pacheco solta amarras e a sua guitarra viaja…
O CD/DVD espelha uma “saída fora de portas” no ambiente aristocrático do Palácio de Queluz. Neste espectáculo, Mário Pacheco lembra os seus “mestres”: Carlos Paredes e José Fontes Rocha, compondo dois instrumentais em sua homenagem e convida fadistas que interpretam as suas melodias: Camané, Rodrigo Costa Félix, Ana Sofia Varela e Mariza, quatro nomes incontornáveis do fado, assim como os músicos Carlos Manuel Proença (viola), Rodrigo Serrão (contrabaixo), Marta Pereira da Costa (Guitarra Portuguesa) e ainda o quarteto de cordas de Arlindo Silva.
Este é um cenário mágico. Na escadaria Robillion, construída em 1764, desfilam emoções, sentimentos, imagens de vida, acontece fado pelas palavras dos poetas e na inspirada música e guitarra de Mário Pacheco.
Após vender o Clube de Fado em 2019, Mário Pacheco edita o album "Livre" com produção de Diogo Clemente e participações especiais de Javier Limon, Jaques Morelenbaum e Gustavo Santaolalla. Neste album sao seus convidados também, Walter Rolo, Ruben Alves, Joao Barradas, Ricardo Toscano, Marino de Freitas entre outros. "A minha vida é o Fado, o meu Mundo é a musica e o meu desejo é ser Livre"
A especializada revista britânica Songlines distinguiu “A Música e a Guitarra”  como um dos melhores álbuns de World Music recentemente editados. "A música e a guitarra" de Mário Pacheco está no “Top of the World”.

## Reconhecimento
A Fundação Amália Rodrigues atribuiu-lhe o prémio para Melhor Compositor, em 2006.
A 27 de Janeiro de 2015, foi feito Comendador da Ordem do Infante D. Henrique.

Foi uma das 50 figuras do fado e da guitarra portuguesa homenageadas, em 2012, aquando da celebração do primeiro aniversário do fado enquanto Património Imaterial da Humanidade, tendo nessa altura recebido a Medalha Municipal de Mérito (Grau Ouro), da cidade de Lisboa. 